# Nadieżda Fiedutienko
Nadieżda Nikoforowna Fiedutienko (ros. Надежда Никифоровна Федутенко, ur. 17 września?/30 września 1915 we wsi Rakitnoje w obwodzie biełgorodzkim, zm. 30 stycznia 1978 w Kijowie) – radziecka pilotka wojskowa, Bohater Związku Radzieckiego (1945).

## Życiorys
W 1935 ukończyła Szkołę Lotnictwa Cywilnego w Tambowie, pracowała w Lotnictwie Cywilnym ZSRR, od 1941 służyła w Armii Czerwonej, od czerwca 1941 uczestniczyła w walkach na froncie. Od 1940 należała do WKP(b), w 1942 skończyła kursy przy wojskowej szkole pilotów w Engelsie, walczyła na Froncie Południowo-Zachodnim i 1 Froncie Nadbałtyckim, poza tym latała samolotem transportowym jako pilot Kijowskiej Specjalnej Grupy Cywilnej Floty Powietrznej, wypełniając odpowiedzialne zadania dostarczania zaopatrzenia, sprzętu, żywności i leków oraz wywożąc z okrążenia ciężko rannych i dostarczając dane o wrogu. W 1944 w stopniu majora dowodziła eskadrą 125 Gwardyjskiego Bombowego Pułku Lotniczego 4 Gwardyjskiej Bombowej Dywizji Lotniczej 1 Gwardyjskiego Bombowego Korpusu Lotniczego 1 Frontu Nadbałtyckiego, do grudnia 1944 zrzuciła ponad 50 ton bomb na siłę żywą i technikę wroga. W 1946 została przeniesiona do rezerwy, później była funkcjonariuszką partyjną w Chabarowsku i Irkucku. Została pochowana na Cmentarzu Bajkowa.

## Odznaczenia
- Złota Gwiazda Bohatera Związku Radzieckiego (18 sierpnia 1945)
- Order Lenina
- Order Czerwonego Sztandaru
- Order Wojny Ojczyźnianej I klasy

I medale.